# Македония на Европейских играх 2015
Македония на I Европейских играх, которые прошли в июне 2015 года в столице Азербайджана, в городе Баку, была представлена 45 спортсменами..

## Медали
| Бронза |                   |                               |         |
| №      | Спортсмены        | Вид спорта (дисциплина)       | Дата    |
| 1      | Эмиль Павлов      | Карате (до 60 кг, мужчины)    | 13 июня |
| 2      | Мартин Нестровски | Карате (свыше 84 кг, мужчины) | 14 июня |

| Медали по видам спорта | Медали по видам спорта | Медали по видам спорта | Медали по видам спорта | Медали по видам спорта |
| ---------------------- | ---------------------- | ---------------------- | ---------------------- | ---------------------- |
| Вид спорта             | 1                      | 2                      | 3                      | Итого                  |
| Карате                 | 0                      | 0                      | 2                      | 2                      |
| Всего                  | 0                      | 0                      | 2                      | 2                      |

## Состав команды
Борьба
Греко-римская борьба
- Тимур Хамикоев

 Карате
- Мартин Нестровски
- Эмиль Павлов

## Результаты

### Борьба
В соревнованиях по борьбе разыгрывалось 24 комплекта наград. По 8 у мужчин и женщин в вольной борьбе и 8 в греко-римской. Турнир проходил по олимпийской системе с выбыванием. В утешительный раунд попадали участники, проигравшие в своих поединках будущим финалистам соревнований. Каждый поединок состоит из двух раундов по 3 минуты, победителем становится спортсмен, набравший большее количество баллов. По окончании схватки, в зависимости от результатов в каждом из раундов спортсменам начисляются классификационные очки.
Мужчины
Греко-римская борьба
Легенда: 

VT — победа на туше; 

VB — победа, ввиду травмы соперника; 

PP — победа по очкам с техническим баллом у проигравшего; 

PO — победа по очкам без технического балла у проигравшего; 

SP — техническое превосходство, победа по очкам с разницей более, чем в 6 баллов с техническим баллом у проигравшего; 

ST — техническое превосходство, победа по очкам с разницей более, чем в 6 баллов без технического балла у проигравшего; 

| Соревнование | Спортсмены     | Первый раунд       | 1/8 финала                | Четвертьфинал        | Полуфинал            | Финал                | Место |
| Соревнование | Спортсмены     | Соперник Результат | Соперник Результат        | Соперник Результат   | Соперник Результат   | Соперник Результат   | Место |
| ------------ | -------------- | ------------------ | ------------------------- | -------------------- | -------------------- | -------------------- | ----- |
| до 85 кг     | Тимур Хамикоев | Не участвовал      | Н. Жугай (CRO) П 0:4 (ST) | Завершил выступление | Завершил выступление | Завершил выступление | 24    |

### Гребля на байдарках и каноэ
Соревнования по гребле на байдарках и каноэ проходили в городе Мингечевир на базе олимпийского учебно-спортивного центра «Кюр». Разыгрывалось 15 комплектов наград. В каждой дисциплине соревнования проходили в три этапа: предварительный раунд, полуфинал и финал.
| Соревнование     | Спортсмены          | Предварительный раунд | Предварительный раунд | Предварительный раунд | Полуфинал            | Полуфинал            | Полуфинал            | Финал                | Финал                | Итоговое место       |
| Соревнование     | Спортсмены          | Заплыв                | Время                 | Место                 | Заплыв               | Время                | Место                | Время                | Место                | Итоговое место       |
| ---------------- | ------------------- | --------------------- | --------------------- | --------------------- | -------------------- | -------------------- | -------------------- | -------------------- | -------------------- | -------------------- |
| K-1, 1000 метров | Константин Дейкоски | 3                     | 4:02,329              | 8                     | Завершил выступление | Завершил выступление | Завершил выступление | Завершил выступление | Завершил выступление | Завершил выступление |

### Карате
Соревнования по карате проходили в Бакинском кристальном зале. В каждой весовой категории принимали участие по 8 спортсменов, разделённых на 2 группы. Из каждой группы в полуфинал выходили по 2 спортсмена, которые по системе плей-офф разыгрывали медали Европейских игр.
Мужчины
| Соревнование | Спортсмены        | Групповой этап                | Групповой этап          | Групповой этап       | Место    | 1/2 финала               | Финал                  | Итоговое место |
| Соревнование | Спортсмены        | 1 поединок                    | 2 поединок              | 3 поединок           | Место    | 1/2 финала               | Финал                  | Итоговое место |
| ------------ | ----------------- | ----------------------------- | ----------------------- | -------------------- | -------- | ------------------------ | ---------------------- | -------------- |
| До 60 кг     | Эмиль Павлов      | Группа B                      | Группа B                | Группа B             | Группа B | Ф. Фарзалиев (AZE) П 0:8 | За 3-е место           | 3              |
| До 60 кг     | Эмиль Павлов      | Е. Плахутин (RUS) Н 0:0       | С. Агуджиль (FRA) В 2:1 | М. Антич (SRB) Н 0:0 | 2 (Q)    | Ф. Фарзалиев (AZE) П 0:8 | М. Антич (SRB) В 2:0   | 3              |
| Свыше 84 кг  | Мартин Нестровски | Группа B                      | Группа B                | Группа B             | Группа B | Й. Хорне (GER) П 0:5     | За 3-е место           | 3              |
| Свыше 84 кг  | Мартин Нестровски | С. Маргаритопулос (GRE) Н 0:0 | Ш. Атамов (AZE) В 5:3   | Э. Эркан (TUR) П 0:3 | 2 (Q)    | Й. Хорне (GER) П 0:5     | С. Битевич (SRB) В 8:0 | 3              |